# エレクトリック・レディランド
『エレクトリック・レディランド』（Electric Ladyland）は、ザ・ジミ・ヘンドリックス・エクスペリエンスが1968年に発表したアルバム。エクスペリエンス名義としては3作目にして最後のアルバム。ジミ・ヘンドリックス存命時としては最後のスタジオ・アルバムでもある（エクスペリエンス解散後、ライブ・アルバムを1枚発表している）。2003年、ローリング・ストーン誌が大規模なアンケートで選んだオールタイム・グレイテスト・アルバムで54位。

## 解説
LPレコード2枚組で発表され、CD化されてからも当初は2枚組だったが、CDの収録時間が長くなったことにより、現行のリマスターCDでは1枚にまとめられた。発売当初、アメリカ盤とイギリス盤ではジャケットデザインが異なっていた。
本作には多数のゲスト・ミュージシャンが参加。トラフィックのギタリスト、デイヴ・メイソンが「クロスタウン・トラフィック」（バック・ボーカル）と「ウォッチタワー（見張塔からずっと）」（12弦ギター）に参加。前者では、自分のバンド名でもある「Traffic」というフレーズを歌っている。同じくトラフィックのメンバーであるスティーヴ・ウィンウッドは「ヴードゥー・チャイル」に、クリス・ウッドは「1983」に参加。他にもローリング・ストーンズのブライアン・ジョーンズ、ジェファーソン・エアプレインのジャック・キャサディなどが参加。
「ウォッチタワー（見張塔からずっと）」は、ボブ・ディラン『ジョン・ウェズリー・ハーディング』収録曲のカヴァー。ディラン自身も本作でのアレンジに感銘を受けたと言われ、ライブでジミのヴァージョンに近い演奏をしたこともある。ディランは「この曲は俺が書いたが、権利の半分くらいはヘンドリックスのもの」と語った。イギリスの新聞「デイリー・テレグラフ」の音楽評論家が2004年に選出した「ベスト・カヴァー・ソングTOP50」では、ジミによる同曲が1位となった。
ワウを多用した「ヴードゥー・チャイルド (スライト・リターン)」はヘンドリックスの代表曲のひとつであり、死の直前に至るまでライブで頻繁に演奏された。
1997年、本作制作過程のドキュメンタリー番組が、アメリカやイギリスでテレビ放映された。同番組は、1998年に『メイキング・オブ・エレクトリック・レディランド』というタイトルでDVD化された。2000年代にDVDと彼の歩みやアルバムリスト、内容紹介の本をセットにした単行本が発刊された。

## ジャケット
先行発売されたアメリカ盤のジャケットは、ジミの顔写真を加工したもの。イギリス盤では大勢の女性ヌードモデルの写真を使っており、ヘンドリックスはこの「ヌード・ジャケット」を嫌っていた。日本盤は、初回盤はイギリス盤のゲートフォルドカバー内部にあったポートレートを表ジャケットに使用し、1977年再発盤はアメリカ盤の裏ジャケットを表ジャケットに使用、1979年再発盤でイギリス盤ジャケットを使用した。1997年以降は、ヘンドリックスの遺族が運営する財団「エクスペリエンス・ヘンドリックス」の意向により、アメリカ盤が世界的に流通している。
デザインに関しては、ヘンドリックス自身もアイディアを持っていたが使用されなかった。1997年に本作がリマスター再発された際、ヘンドリックスによるラフ・スケッチが書かれたメモが、ブックレット中に印刷されている。写真撮影にはリンダ・イーストマン（後のポール・マッカートニー夫人）を指名していた。リンダが撮影した写真は、ニューヨークのセントラル・パークにある『不思議の国のアリス』像の前にバンド・メンバーと子供たちが写っているもので、アメリカ盤ではインナージャケットに白黒で印刷された（後に#50周年記念盤でフルカラーで採用）。

## 50周年記念盤
(出典）
発売50周年を迎えた2018年11月には3CD+Blu-rayの計4枚組仕様の『エレクトリック・レディランド 50周年記念盤』が発売された。
Disc1はバーニー・グランドマンによるアルバム本編の最新リマスター盤を収録。オリジナルのアナログ・テープからのマスタリングとなっている。
Disc2は『At Last...The Beginning: The Making of Electric Ladyland: The Early Takes』として未発表デモ音源やスタジオでのアウトテイクを収録。バディ・マイルスやスティーヴン・スティルスがゲスト参加した音源も含まれている。
Disc3『Jimi Hendrix Experience: Live At The Hollywood Bowl Sept. 14, 1968』はアルバム発売の約1か月前に行われた1968年9月14日のハリウッド・ボウルでの未発表ライヴ音源を収録している。エクスペリエンス・ヘンドリックス傘下、ダガー・レコーズの公式ブートレッグ・シリーズの一環であり、発見された2トラックのサウンドボードからの録音音源となっている。
Blu-rayにはドキュメンタリー番組『メイキング・オブ・エレクトリック・レディランド』とアルバム本編のハイレゾ音源と5.1chサラウンドを収録。サラウンド・ミックスはジミが生前制作した全作品のエンジニアを務め、死後の作品にもほぼ全て携わっているエディ・クレイマーが手がけている。
ジャケット・デザインはリニューアルされ、ジミ自身のアイデアの下リンダ・イーストマンが撮影した写真がカラーで使用されている。

## 収録曲
特記なき楽曲はジミ・ヘンドリックス作。
Side 1
1. 恋の神々 - And the Gods Made Love
2. エレクトリック・レディランド - Have You Ever Been (to Electric Ladyland)
3. クロスタウン・トラフィック - Crosstown Traffic
4. ヴードゥー・チャイル - Voodoo Chile

Side 2
1. リトル・ミス・ストレンジ - Little Miss Strange (by Noel Redding)
2. 長く暑い夏の夜 - Long Hot Summer Night
3. カム・オン (レット・ザ・グッド・タイムス・ロール) - Come On (Let the Good Times Roll) (by Earl King)
4. ジプシー・アイズ - Gypsy Eyes
5. 真夜中のランプ - Burning of the Midnight Lamp

Side 3
1. 雨の日に夢去りぬ - Rainy Day, Dream Away
2. 1983 - 1983... (A Merman I Should Turn to Be)
3. 月夜の潮路 - Moon, Turn the Tides...Gently Gently Away

Side 4
1. 静かな雨、静かな夢 - Still Raining, Still Dreaming
2. 焼け落ちた家 - House Burning Down
3. ウォッチタワー - All Along the Watchtower (by Bob Dylan)
4. ヴードゥー・チャイルド (スライト・リターン) - Voodoo Child (Slight Return)

1984年にポリドール・レコードから初CD化された際、曲順に誤りがあり、1.-4.（オリジナルLPのA面）→13.-16.（D面）→5.-9.（B面）→10.-12.（C面）の順となっていた。1991年の再発で修正される（日本盤LPは当初より初版CD同様の順に収録されていた）。

### DVDボーナストラック
1. クロスタウン・トラフィック
2. ジプシー・アイズ
3. 1983
4. ヴードゥー・チャイル

## 参加ミュージシャン
- ジミ・ヘンドリックス - ギター、ボーカル、パーカッション、ベース、カズー
- ノエル・レディング - ベース、アコースティック・ギター、ボーカル
- ミッチ・ミッチェル - ドラムス、パーカッション、ボーカル

ゲスト・プレイヤー
- スティーヴ・ウィンウッド - オルガン（on 4.）
- ジャック・キャサディ - ベース（on 4.）
- アル・クーパー - ピアノ（on 6.）
- ザ・スウィート・インスピレーションズ - バック・ボーカル（on 9.）
- フレディ・スミス - テナー・サックス（on 10. & 13.）
- バディ・マイルス - ドラムス（on 10. & 13.）
- クリス・ウッド - フルート（on 11.）
- ブライアン・ジョーンズ - パーカッション（on 15.）
- デイヴ・メイソン - 12弦ギター（on 15.）、バック・ボーカル（on 3.）

## カヴァー
- ジャズ編曲家のギル・エヴァンスは、1974年発表のトリビュート・アルバム『プレイズ・ジミ・ヘンドリックス』で、本作収録曲を4曲取り上げる。
- 「クロスタウン・トラフィック」は、レッド・ホット・チリ・ペッパーズのライブで取り上げられ、アルバム『母乳』（1989年）が2003年にリマスターされた際、ボーナス・トラックとして収録された。
- 「ヴードゥー・チャイルド (スライト・リターン)」は、スティーヴィー・レイ・ヴォーンがアルバム『テキサス・ハリケーン』（1984年）でカヴァーし、ライブでも取り上げた。また、2003年にはG3のステージでジョー・サトリアーニ、スティーヴ・ヴァイ、イングヴェイ・マルムスティーンの共演によりカヴァーされ、DVD『G3: Live in Denver』にも収録。